# 固化防止剤
固化防止剤（こかぼうしざい、anticaking agent）は、たとえば食塩などの粉状または粉粒状製品の固化を防止し、包装や輸送および消費を容易にするための食品添加物である。
たとえば、"anti-caking agent (554)"とラベルに表示されている場合、固化防止剤として化成品のアルミノケイ酸ナトリウム（E554）が添加されている。この物質は食塩の他に粉ミルク、砂糖製品および穀粉にも使われている。欧州では、フェロシアン化ナトリウム（E535）とフェロシアン化カリウム（E536）が一般に食塩に添加されている。より高価な食塩には天然の固化防止剤の炭酸カルシウムまたは炭酸マグネシウムが使われる。
数種の固化防止剤は水に溶けるか、アルコールまたはその他有機溶媒に溶ける。これらは過剰な水分の吸着、粒子のコーティングまたは撥水作用を作ることにより固化防止剤として機能する。ケイ酸カルシウムは食塩に広く使われている固化防止剤であり、水にも油にも溶ける。
固化防止剤は食品以外にも、道路用塩、肥料、化粧品、合成洗剤などにも使われている。

## 固化防止剤リスト
以下はE番号が与えられている固化防止剤である。
- E341 リン酸カルシウム
- E460(ii) 粉末セルロース
- E500 炭酸ナトリウム
- E535 フェロシアン化ナトリウム
- E536 フェロシアン化カリウム
- E538 フェロシアン化カルシウム
- E542 リン酸カルシウム
- E550 ケイ酸ナトリウム
- E551 二酸化ケイ素
- E552 ケイ酸カルシウム
- E553a ケイ酸マグネシウム
- E553b 滑石（タルク）
- E554 アルミノケイ酸ナトリウム
- E555 ケイ酸アルミニウムカリウム
- E556 アルミノケイ酸カルシウム
- E558 ベントナイト
- E559 ケイ酸アルミニウム
- E570 ステアリン酸
- E900 ジメチルポリシロキサン